# Ferrol
Ferrol este un oraș în Spania.